# 46 (getal)
46 is het natuurlijke getal volgend op 45 en voorafgaand aan 47.

## In de wiskunde
Zesenveertig is een Wedderburn-Etheringtongetal, een enneagonaal getal en een gecentreerd driehoeksgetal.

## In de natuurwetenschappen
46 is
- Het atoomnummer van het scheikundig element palladium (Pd).
- Het aantal menselijke chromosomen.

## In het Nederlands
Zesenveertig is een hoofdtelwoord.

## Motorracen
Vanaf het begin van zijn carrière rijdt de succesvolle Italiaanse motorcoureur Valentino Rossi met het startnummer 46.

## Overig
Zesenveertig is ook:
- Het totaal aantal boeken in het Oude Testament van de Bijbel in de Katholieke versie (inclusief de deuterokanonieke of apocriefe boeken).
- In Psalm 46 in de King James-vertaling van de Bijbel, is het 46ste woord vanaf het begin "shake" en het 46ste woord vanaf het einde "spear", wat tezamen lijkt op Shakespeare, die toen de King James-vertaling van de Bijbel uitkwam 46 jaar oud was.
- Het landnummer voor internationale telefoongesprekken naar Zweden.
- Het jaar A.D. 46 en 1946.
- De DAF 46, het laatste personenwagenmodel  van de autofabrikant DAF.
- De N46, een provinciale autoweg tussen Groningen en de Eemshaven.